# 릴뤼스트라시옹
《릴뤼스트라시옹》(프랑스어: L'Illustration, 1843년~1944년)은 프랑스 파리에서 발행되었던 삽화가 들어간 주간 신문이다. 1843년 3월 4일 에두아르 샤통(Édouard Charton)이 창간호를 발행하여 프랑스 최초의 그림 신문이 되었으며, 1906년 이후, 최초의 국제 그림 잡지로 150개국에서 발행되었다.

## 역사
1891년, 《릴뤼스트라시옹》은 사진을 게재한 최초의 프랑스 신문이 되었다. 이러한 사진들 대부분은 샤를 슈소-플라비앙(Charles Chusseau-Flaviens)과 같은 연합 사진 출판사에서 나왔지만, 《릴뤼스트라시옹》은 레온 짐펠과 같은 자체 사진 작가를 고용하기도 했다. 1907년에 《릴뤼스트라시옹》은 최초로 컬러 사진을 출판했다. 또한 1908년에 발간된 가스통 르루의 소설 《노란 방의 미스터리》를 발간되기 1년 전인 1907년 9월부터 1907년 11월까지 연재했다. 또한 《릴뤼스트라시옹》은 소설, 희곡 및 기타 예술 관련 자료를 출판한 《라 쁘띠 일러스트레이션》(La Petite Illustration)이라는 이름의 부록을 출간하기도 했다.
제2차 세계 대전 동안 Baschet 가문이 소유하고 있었을 때 《릴뤼스트라시옹》은 필리프 페탱 원수의 국민혁명은 지지했지만 프랑스 귀족이자 외교관인 자크 불리 드 레댕(Jacques Bouly de Lesdain)의 친독일 기사는 거부했다. 그러나 레댕은 후에 정치 편집자가 되었다.
《릴뤼스트라시옹》은 1944년 파리 해방 이후 폐간되었다. 1945년 《프랑스-일러스트레이션》(France-Illustration)이라는 이름으로 또 다른 버전이 다시 창간되었지만 1957년 파산했다.

## 갤러리

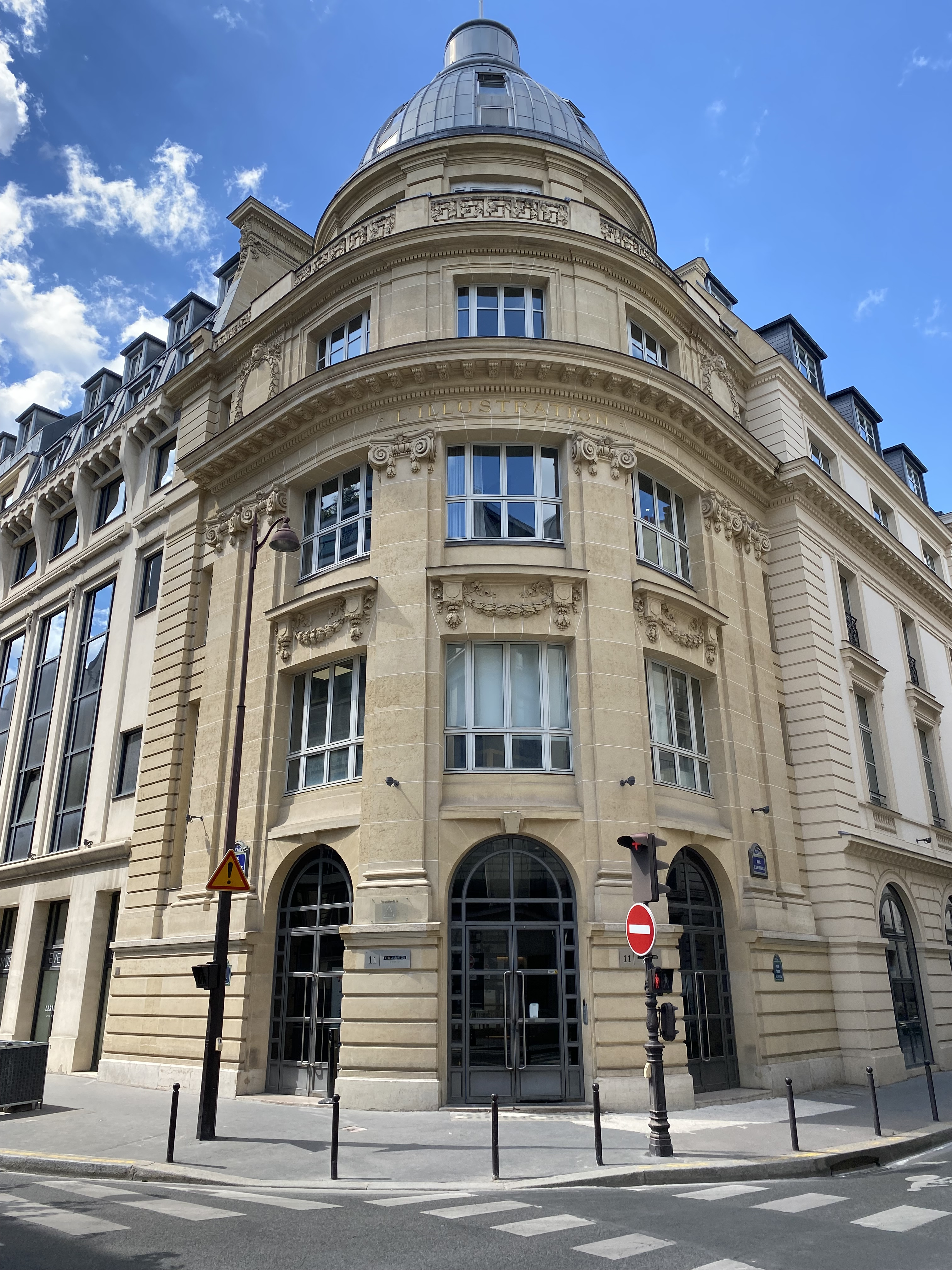
파리의 《릴뤼스트라시옹》의 전 본사 건물
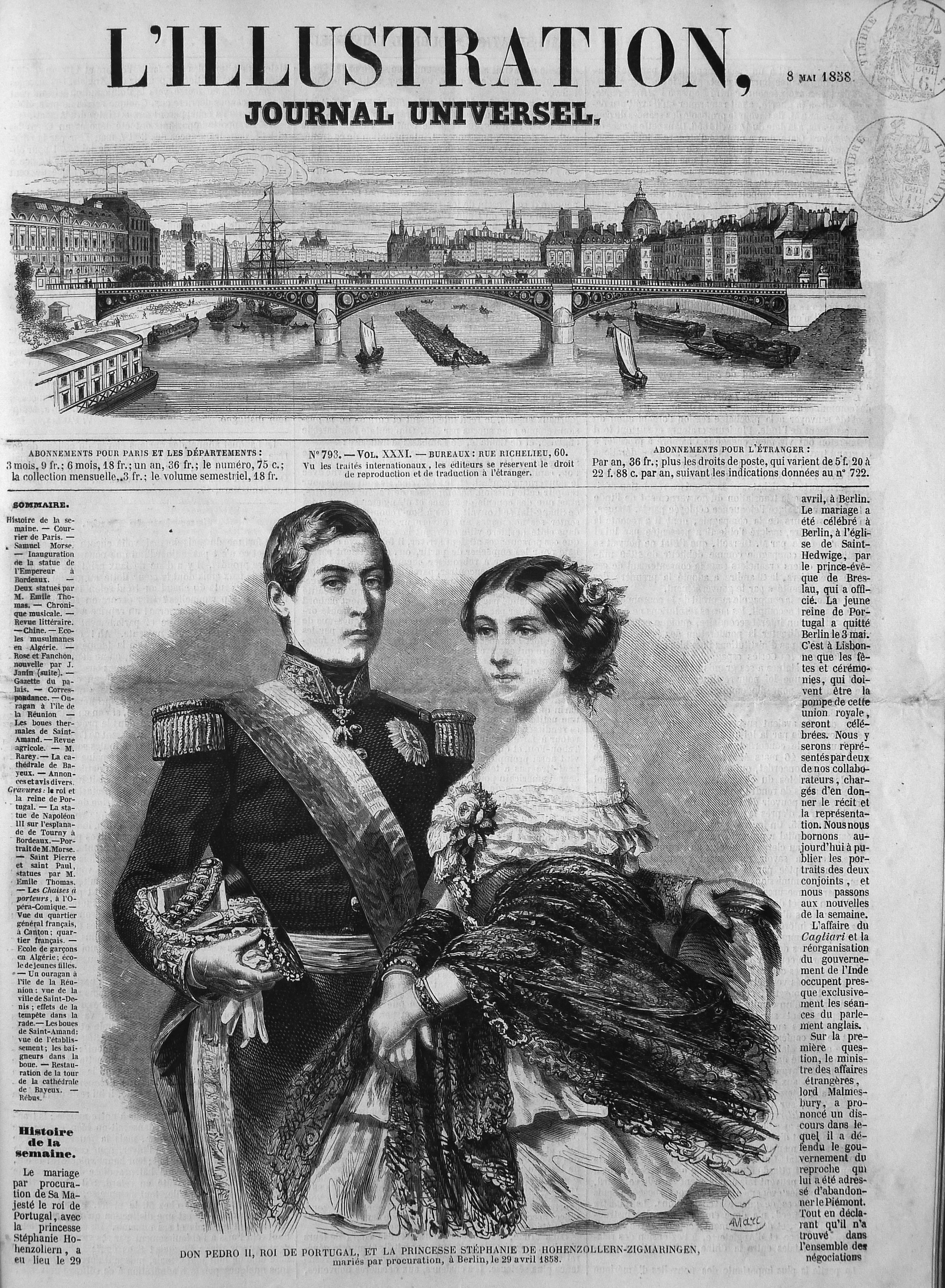
1858년 5월 8일 호, 페드루 5세의 결혼식
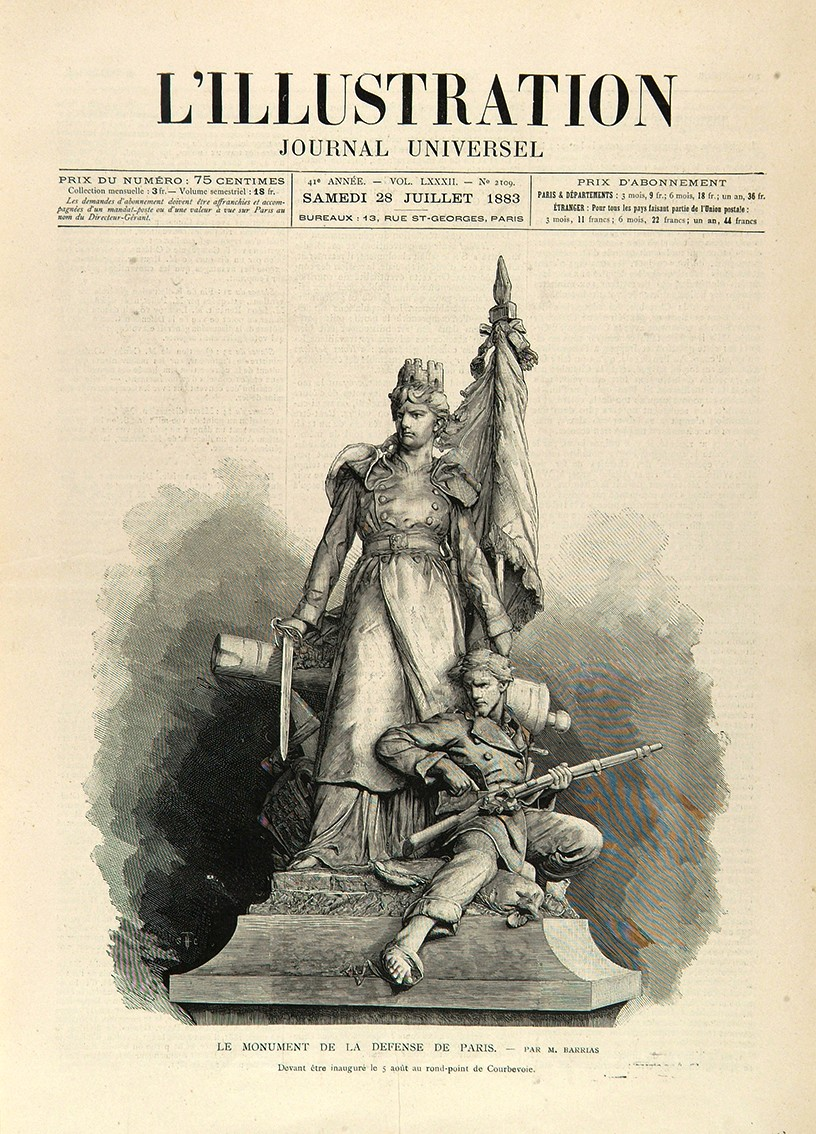
1883년 7월 28일 호, 1883년에 세워진 '라 데팡스 드 파리'(La Défense de Paris) 조각상
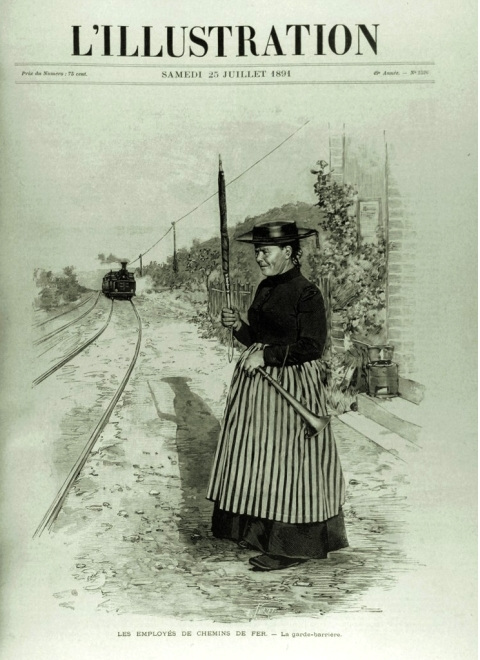
1891년 7월 25일 호, La garde-barrière
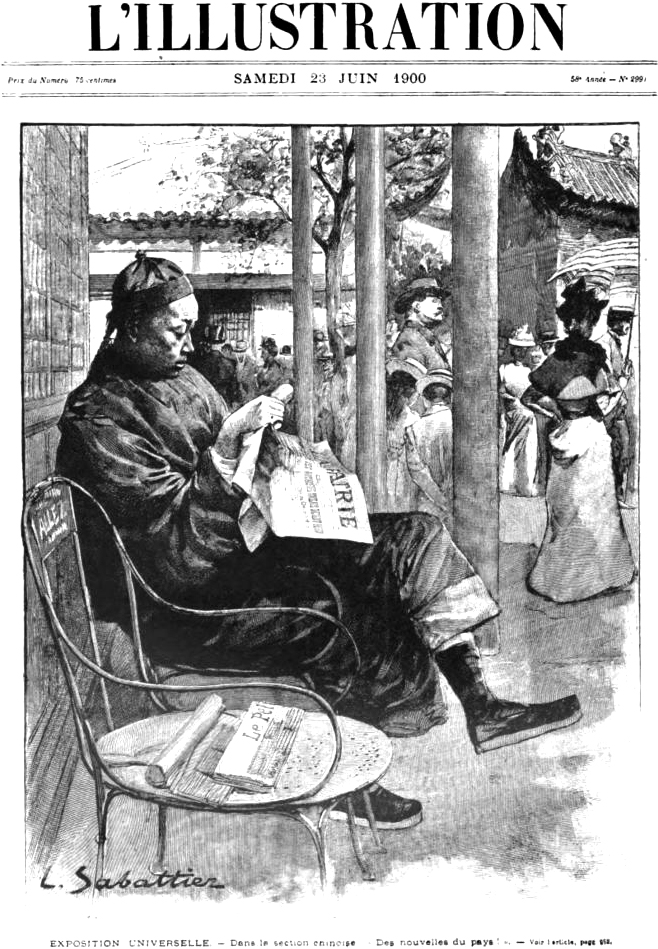
1900년 6월 23일 호, 1900년 만국 박람회
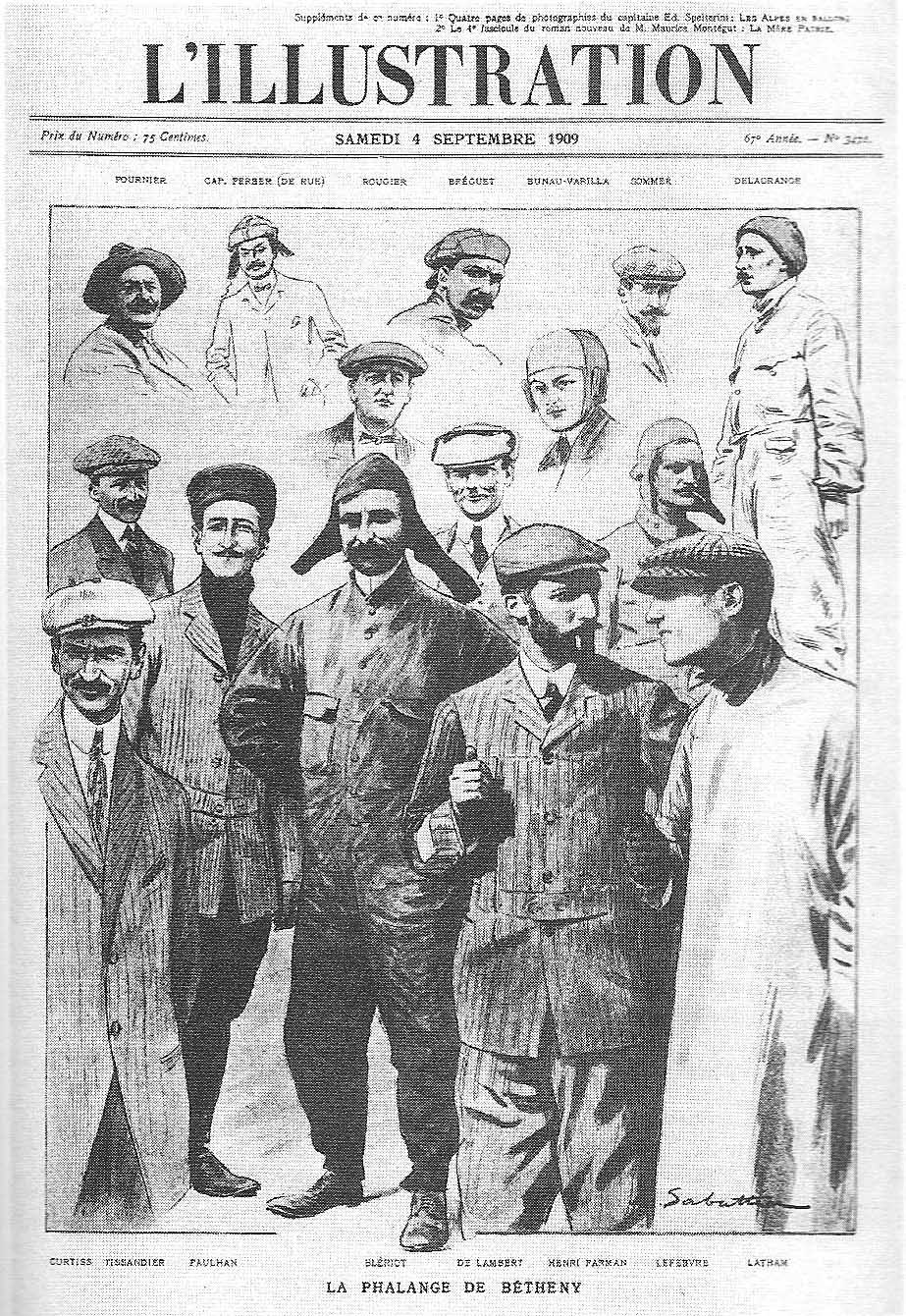
1909년 9월 4일 호, 루이 블레리오
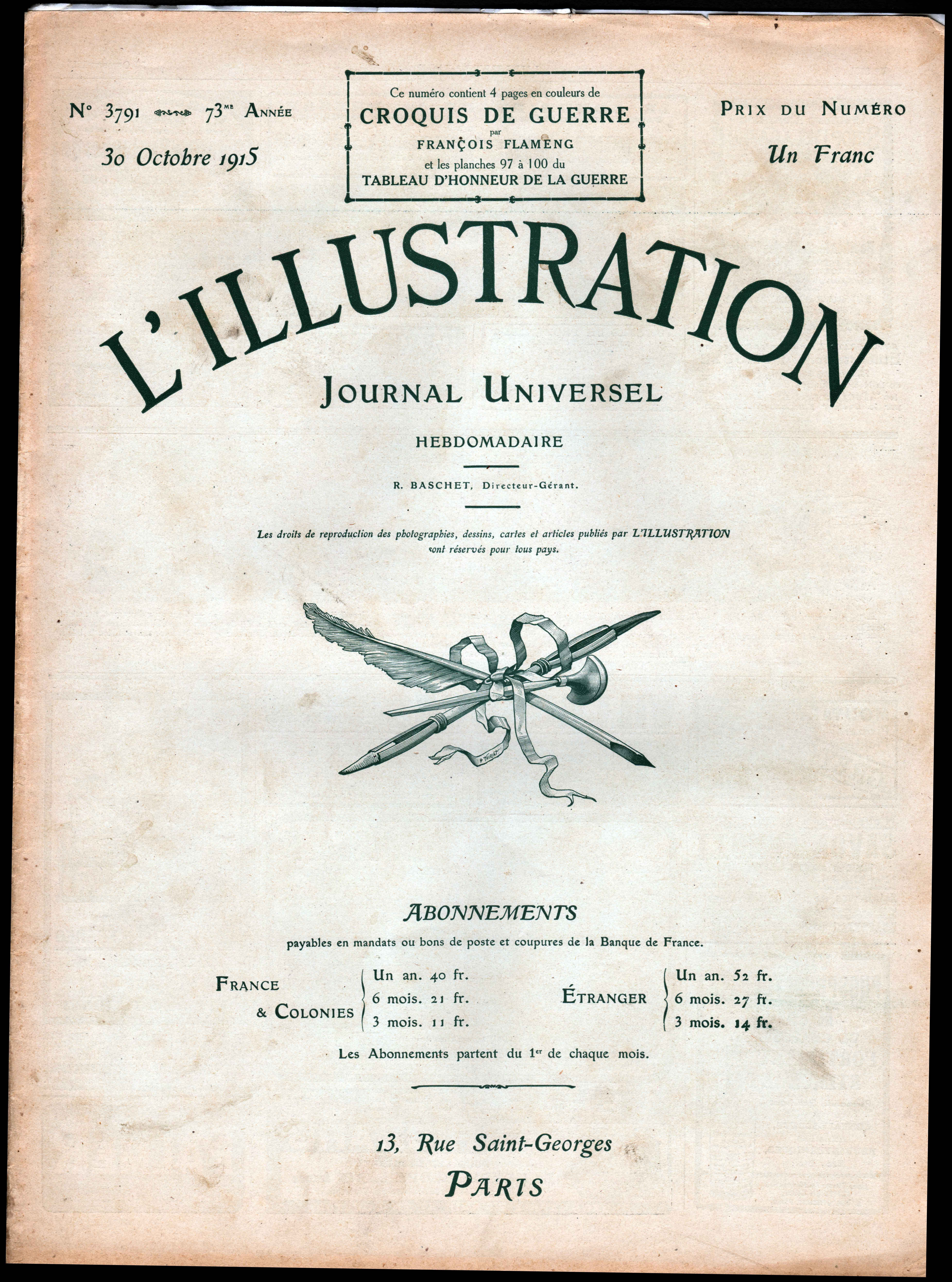
1915년 10월 30일 호, 제1차 세계 대전
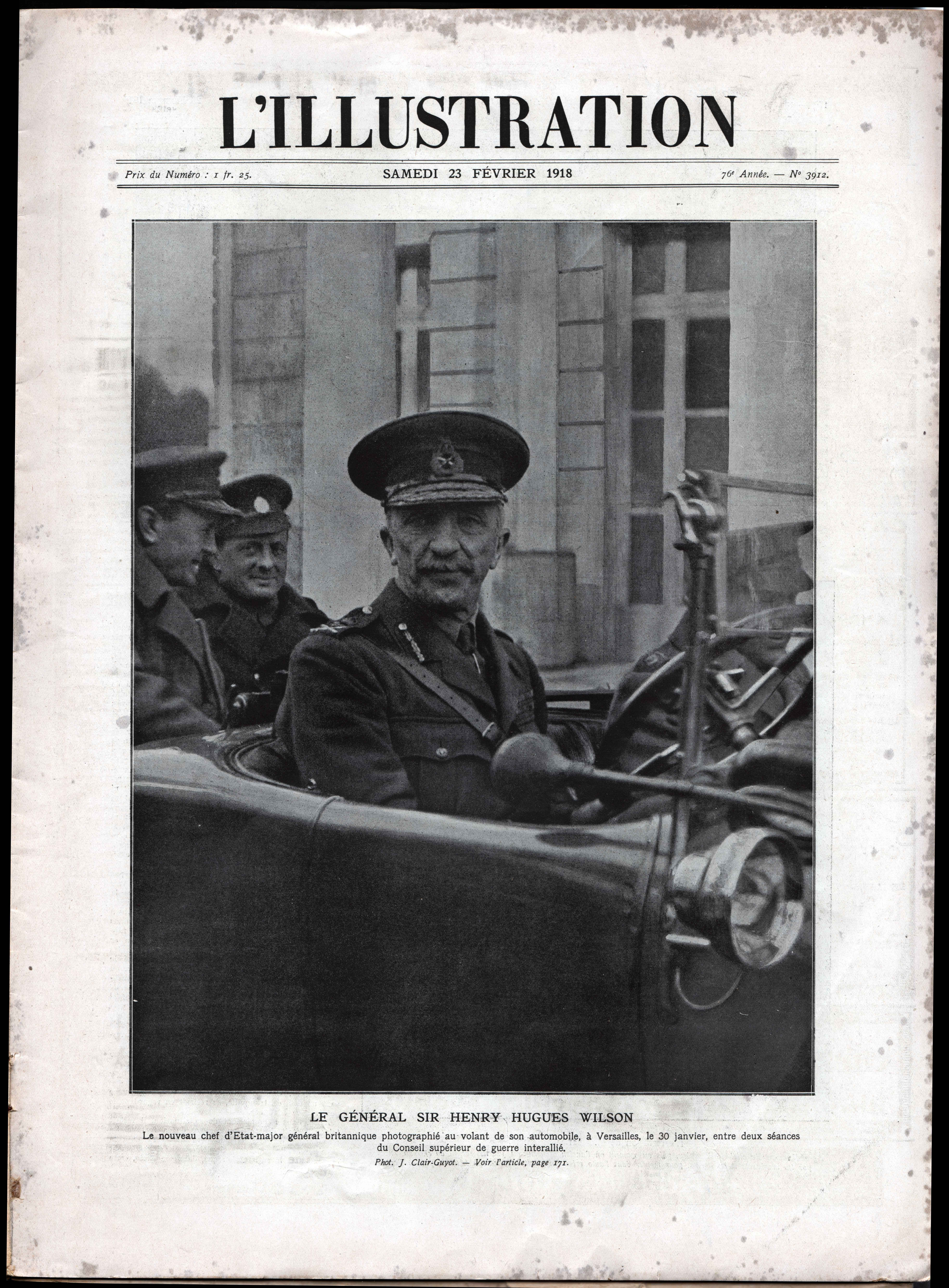
1918년 2월 23일 호, 헨리 윌슨 경, 1대 남작
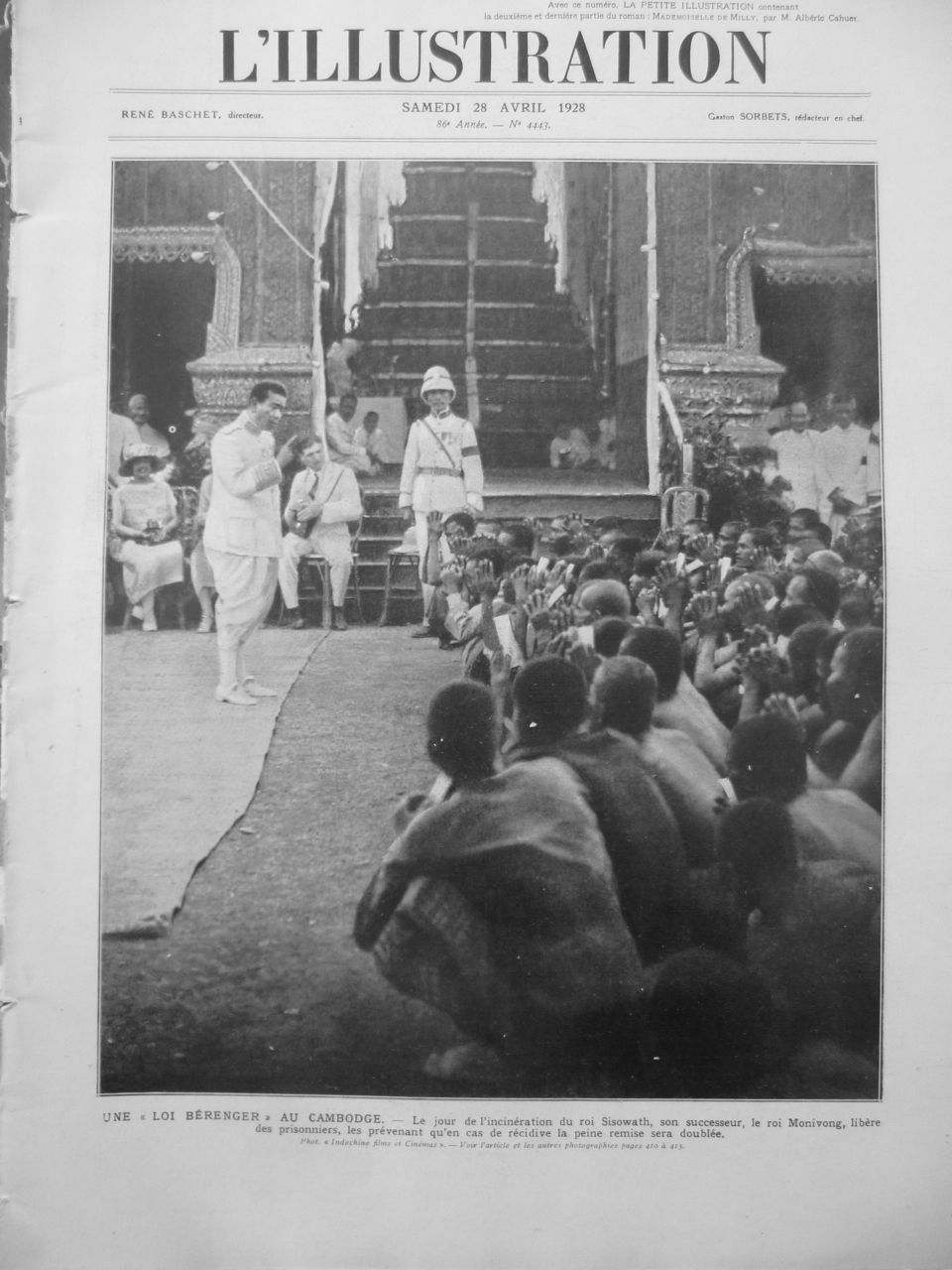
1928년 4월 28일 호, 시소왓의 장례식
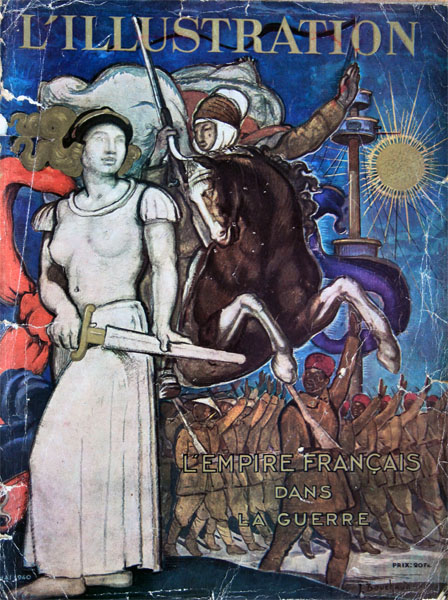
1940년 5월 11일 호, 전쟁 중인 프랑스와 프랑스 식민지 제국 원주민을 풍자한 우화
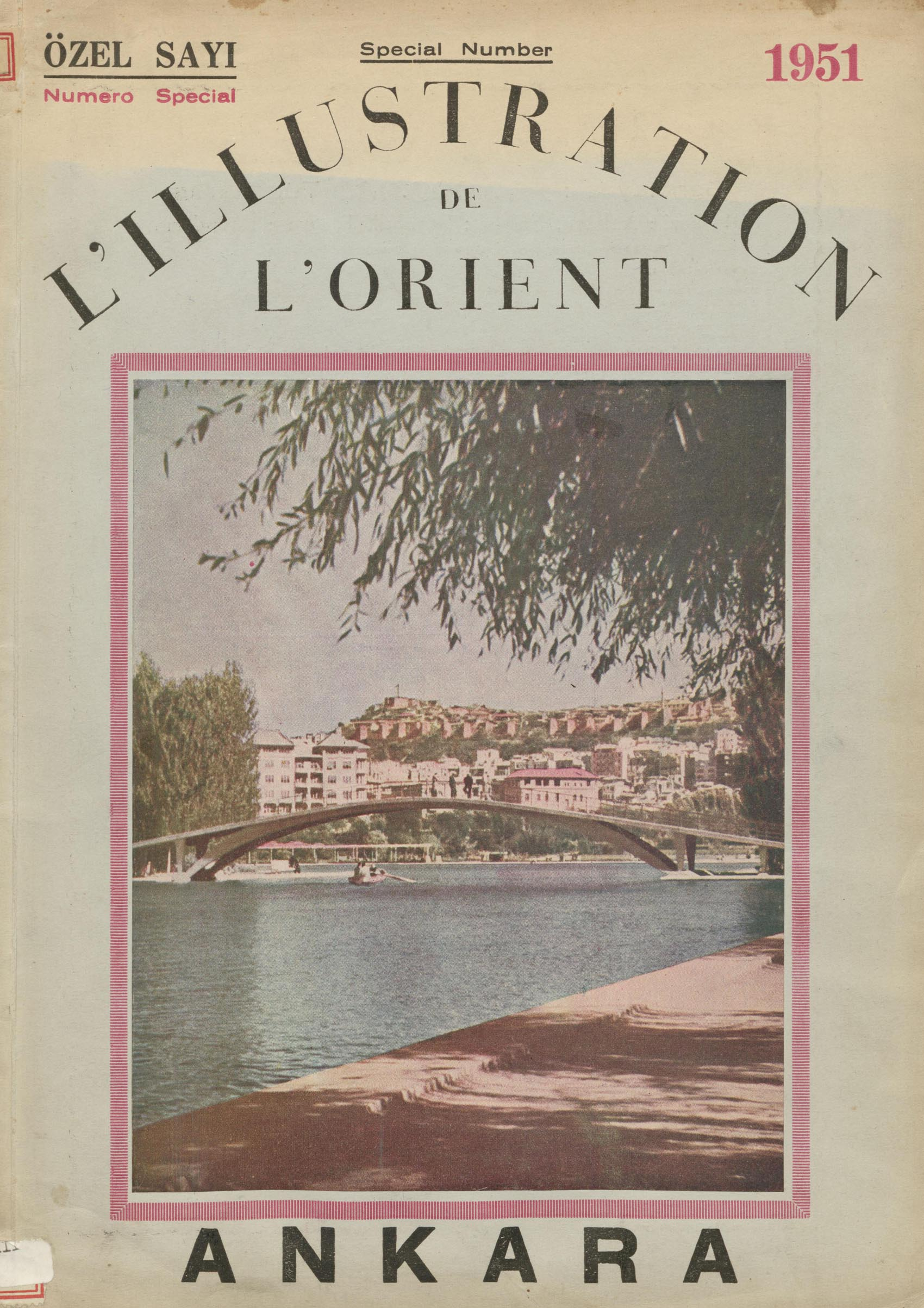
1951년 특별판, 앙카라의 겐츨릭 공원
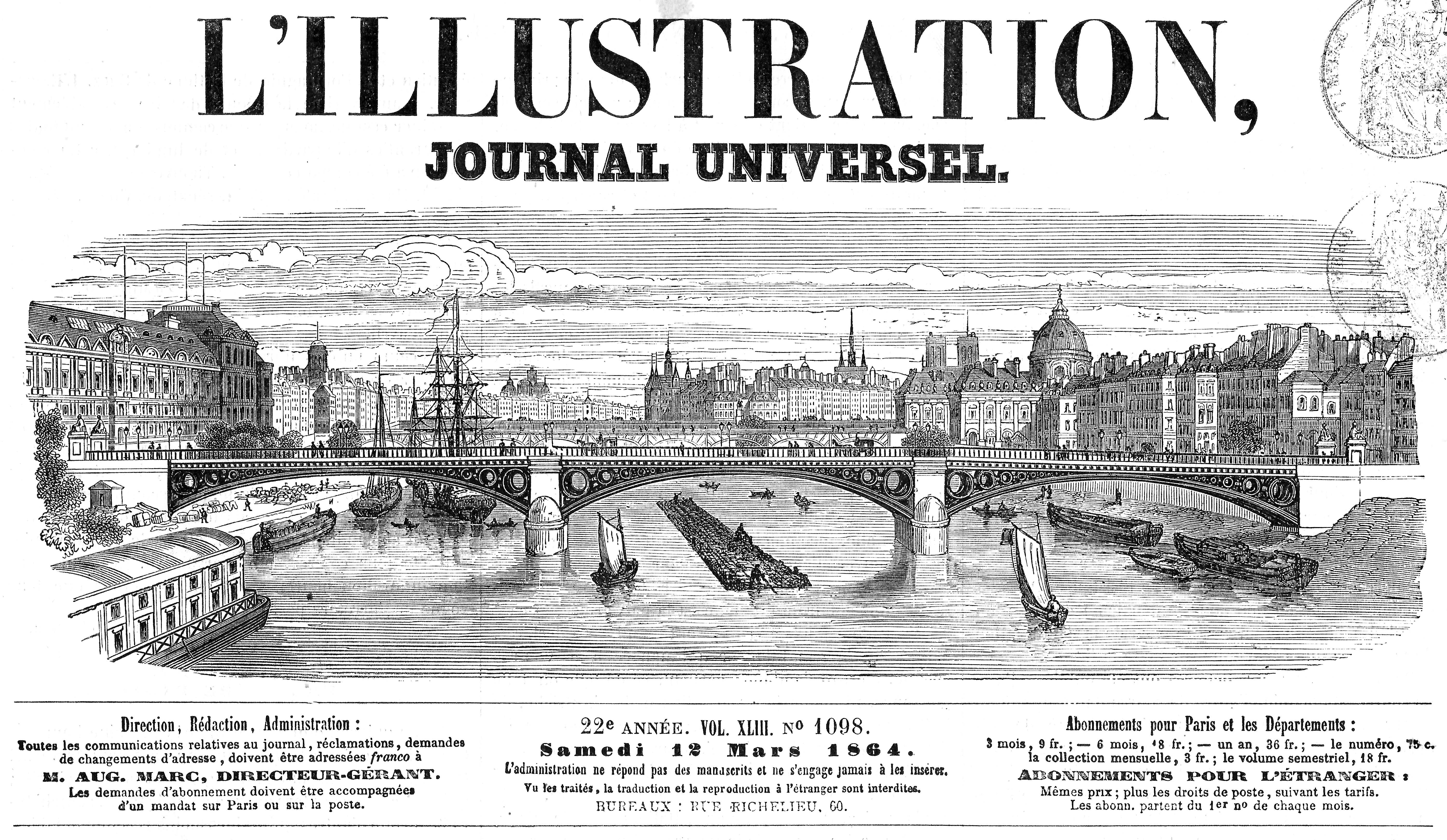
1864년 《릴뤼스트라시옹》의 마스트헤드